# Cantone di Cuiseaux
Il Cantone di Cuiseaux è una divisione amministrativa dell'arrondissement di Louhans e dell'arrondissement di Mâcon.
A seguito della riforma approvata con decreto del 18 febbraio 2014, che ha avuto attuazione dopo le elezioni dipartimentali del 2015, è passato da 9 a 14 comuni.

## Composizione
I 9 comuni facenti parte prima della riforma del 2014 erano:
- Champagnat
- Condal
- Cuiseaux
- Dommartin-lès-Cuiseaux
- Flacey-en-Bresse
- Frontenaud
- Joudes
- Le Miroir
- Varennes-Saint-Sauveur

Dal 2015 i comuni appartenenti al cantone sono i seguenti 28:
- L'Abergement-de-Cuisery
- Bantanges
- Brienne
- Champagnat
- La Chapelle-Thècle
- Condal
- Cuiseaux
- Cuisery
- Dommartin-lès-Cuiseaux
- Flacey-en-Bresse
- La Frette
- Frontenaud
- La Genête
- Huilly-sur-Seille
- Joudes
- Jouvençon
- Loisy
- Ménetreuil
- Le Miroir
- Montpont-en-Bresse
- Ormes
- Rancy
- Ratenelle
- Romenay
- Sainte-Croix
- Savigny-sur-Seille
- Simandre
- Varennes-Saint-Sauveur